# (37980) 1998 HH126
1998 HH126 (asteroide 37980) é um asteroide da cintura principal. Possui uma excentricidade de 0.14016640 e uma inclinação de 13.87499º.
Este asteroide foi descoberto no dia 23 de abril de 1998 por LINEAR em Socorro.